# Scorpio hesperus
Espèce
Synonymes
- Scorpio maurus hesperus Birula, 1910

Scorpio hesperus est une espèce de scorpions de la famille des Scorpionidae.

## Distribution
Cette espèce est endémique du Maroc.

## Description
Le mâle syntype mesure 66 mm et la femelle syntype 61 mm.

## Systématique et taxinomie
Cette espèce a été décrite sous le protonyme Scorpio maurus hesperus par Birula en 1910. Elle est élevée au rang d'espèce par Lourenço en 2009.

## Publication originale
- Birula, 1910 : « Ueber Scorpio maurus Linné und seine Unterarten. » Horae Societatis Entomologicae Rossicae, vol. 39, p. 115-192 (texte intégral).